# Tuerie (rappeur)
Pour les articles homonymes, voir Tuerie.
Tuerie, anciennement Tuerie Balboa, de son vrai nom Paul Nnazé, né à Yaoundé au Cameroun, est un rappeur, chanteur et auteur-compositeur-interprète franco-camerounais originaire de Boulogne-Billancourt.
Il commence le rap sous le nom de Tuerie Balboa, où il fait partie du collectif "Capsule Corp." aux côtés de Beeby, Dinos (à l'époque Dinos Punchlinovic) et Luidji. Il est signé sur le label de ce dernier, Foufoune Palace.

## Biographie

### Origines et enfance
Paul Nnazé voit le jour à Yaoundé au Cameroun, dans les années 80. Très tôt, sa trajectoire se dessine dans l’entre-deux : sa famille quitte l’Afrique alors qu’il n’a que deux ans pour s’installer en France, avant de revenir au Cameroun quand il en a sept. Il y traverse une période difficile, marquée par les violences domestiques de son père alcoolique, qu'il décrit dans son morceau Tiroir Bleu. Face à cette situation familiale devenue intenable, sa mère décide de fuir avec ses enfants. À quatorze ans, ils reviennent « en catastrophe » en France et s’installent définitivement à Boulogne-Billancourt, dans la cité du Pont-de-Sèvres. Il reste alors en situation irrégulière pendant un certain temps. Il garde des traces profondes de cette période : « C’est incroyable de devoir, à un si jeune âge, aider sa mère à se libérer. Devenir un adulte en quelques secondes. J’ai grandi dans un environnement où la violence devient banale »,,,.

Dans ce contexte familial complexe, la musique devient un refuge. Sa mère, qu'il décrit comme une « mélomane », lui fait découvrir une large palette d'artistes, allant de Michael Jackson à Prince, en passant par Queen, Elton John, George Michael, ainsi que le jazz ou encore le rock. Malgré ces influences diverses, c’est pourtant le rap qui va éveiller en lui une vocation ; en 2003, après avoir vu 8 Mile de Curtis Hanson, dans lequel Eminem interprète un personnage inspiré de sa propre vie, il ressent le déclic et l’envie de se lancer dans le rap, notamment dans les battles. C'est ainsi qu'il commence à participer à des battles de rap dans les couloirs des établissements scolaires qu'il fréquente. En effet, à l'école, c'est le clown de la classe, toujours prompt à faire rire ses camarades. C’est à cette période qu’il adopte le pseudonyme "Tuerie Balboa" :
« Ce nom vient de l’époque où je faisais beaucoup de battles au sein de ma ville. Un jour après avoir kické, une gamine a crié “Eh mais c'est une tuerie” dans le public. C'est resté gravé dans ma tête. En fin de compte, c'est souvent c'est ton blase qui te choisit, surtout dans une ville comme Boulogne »
— Tuerie, dans une interview pour HypeSoul.
Autodidacte, il apprend le chant avec "les moyens du bord" sans jamais avoir suivi de cours, apprenant principalement par l’observation d’autres chanteurs et par la pratique. Durant sa scolarité, il fréquente notamment la chorale de son établissement, où il s’initie aux harmonies vocales. En parallèle, il s’exerce dans des environnements quotidiens comme la salle de bain, apprenant à gérer les effets d’écho et la projection de sa voix.

### Débuts
Imprégné de la culture rap inhérente à la ville de Boulogne, c'est le rappeur Dany Dan qui remarque et valide l'un de ses premiers morceaux alors qu'il n'a que 13 ans. Également attiré par Limp Bizkit, System of a Down et Red Hot Chili Peppers, il fait partie à ses débuts d'un groupe de rock : « Sur les fiches de présentation de notre band, je notais “neo metal gothique”. Sauf que moi, j'arrivais et je rappais. [...] Dans une ville qui ne considérait pas le rap, c'était une manière de m'inviter à la fête. Et d'accéder aux même tremplins que les gosses des bobos. »,. Il multiplie ensuite les prestations scéniques, accompagné de son groupe live et de danseurs issus des conservatoires. Un des membres de son live band, Chris, lui présente Luidji. Rapidement, une amitié forte naît entre eux : « Dès notre première rencontre, on a eu des atomes crochus. C’est comme mon frère »,. Ensemble, ils forment au début des années 2010 le collectif Capsule Corp, aux côtés notamment de Dinos (à l’époque Dinos Punchlinovic) et du frère de Luidji, Beeby.
Alors que Luidji et Dinos participent aux Rap Contenders entre 2011 et 2013, Tuerie se confronte à un public non acquis en se produisant dans le métro parisien : « Il fallait convaincre les gens qui ont envie de me jeter des tomates, ceux qui essaient de t’éviter, se disent que tu vas les soûler avec un accordéon ». Selon lui, c’est un bon crash test pour un artiste : « Quand tu réussis à capter l’attention du gars qui est empêtré dans son métro-boulot-dodo, tu sais que tu tiens quelque chose »,. C’est d’ailleurs dans ce contexte qu'il est repéré par le rappeur Black Kent, alors accompagné du beatmaker Spike Miller, qui deviendra plus tard le "mentor" de Foufoune Palace. En parallèle à cette expérience, il sort sa première mixtape en 2011, Écrire dans les nuages Vol. 1, suivie du volume 2 plus tard dans l'année, puis par Murder Demo en 2014 et Suicide Mixtape en 2015. Il apparait en 2017 aux côtés de Luidji sur le morceau Golden State, qui sort sur la playlist Foufoune Palace.
Toutefois, son potentiel est freiné par le contexte difficile du rap français au début des années 2010, marqué notamment par le piratage. Simultanément de ces mixtapes disparates, les problèmes de la vie réelle poussent Tuerie à mettre la musique « au second plan voire troisième plan ». Il s'inscrit en sociologie à la faculté Descartes, où il fait connaissance avec Eff Gee de l'Entourage, mais ne valide pas ses années, ce qui le pousse à s'engager directement dans la vie professionnelle. Animateur socio-culturel dans une association de sa ville, Tuerie s'occupe de la jeunesse boulonnaise entre éducation spécialisée, médiation et expression scénique. Il développe notamment des centres d'aide en musique, en écriture, en vidéo ou en photo, où se succèdent divers artistes en construction de Boulogne, parmi lesquels Benash, 40 000 Gang, Elh Kmer, KD Alan, Liv Del Estal ou encore Tayc.

### Tiroir BleuetPapillon Monarque(2021-2024)
Il quitte l'association après huit ans en son sein, notamment à cause de ce qu'il décrit comme une « petite embrouille avec le maire »,. Au même moment, il apprend qu'il va bientôt être père. Habitant dans ce qu'il décrit comme une « espèce de cagibi », il doit trouver un moyen de gagner sa vie, et fait alors le pari de se remettre au rap. Luidji lui propose tout de suite une place dans son label Foufoune Palace, et il se lance dans une série de 4 freestyles clippés en novembre 2019 : Angèle, Adèle, Jorja et Aaliyah. Ces quatre morceaux attirent l'attention sur lui, et sont suivis par Low en mars 2020, premier extrait de son projet à venir.
Les singles Silence, fin août 2020, et Tiroir Bleu, le 6 juillet 2021, continueront à faire parler de Tuerie avant la sortie de son premier EP, dans lequel il a mis toutes ses économies. Le 9 juillet 2021, il publie Bleu Gospel, projet de huit morceaux incluant une collaboration avec Gregory Dajardin, et combinant des influences de blues, de gospel, de jazz et de chanson française. Très personnel, il contient notamment le morceau Tiroir Bleu, où Tuerie aborde son enfance marquée par un père violent et alcoolique.
Deux ans après la sortie de Bleu Gospel, le 19 mai 2023, Tuerie dévoile Papillon Monarque, EP de neuf titres dont un en collaboration avec HEDGES. Quatre jours avant sa sortie, le projet est introduit par un court-métrage de 8 minutes, réalisé par Steven Norel et dirigé par Mohamed Ali, mis en ligne sur la chaîne YouTube de l'artiste. Ce film, rythmé par des photos d'enfance et des symboles empreints de mélancolie, plante le décor introspectif de l'EP.
Papillon Monarque est élu album de l'année 2023 par le jury du Prix Joséphine des artistes, présidé par Eddy de Pretto : « Tuerie partage ses blessures personnelles dans un chant teinté de feeling soul et gospel tandis que son identité première de rappeur resurgit le long de morceaux de bravoure kickés avec style et aplomb »,.

### Les Amants Terribles(2025)
En janvier 2025, Tuerie fait son retour sur la scène musicale avec le titre FLOP, interprété dans le cadre de COLORS. Ce morceau introspectif est le premier extrait de son premier album studio à venir. En mars, il dévoile un second morceau, Lundi. Puis, une semaine avant la sortie de l'album, il publie l'EP Avant l’album, composé de morceaux non retenus pour le projet final.
Son premier album, Les Amants Terribles, sort le 18 avril 2025. Composé de 14 titres pour une durée totale de 38 minutes, il explore les multiples facettes de l'amour. Pour la radio Mouv' : « Tuerie parle de l'amour sous toutes ses coutures : passion, trahison, rédemption. L'amour qu'on rate, qu'on répare, qu'on comprend parfois trop tard. On découvre un Tuerie qui a grandi, qui regarde dans le rétro, mais aussi vers l'avant ». Toujours selon Mouv', l'album se distingue par une fusion de styles musicaux, mêlant des influences « de Jazz, de Soul, de Gospel, de RnB, de Boom bap et de vécu ».

## Vie privée
Tuerie est père d'un fils. S'il se considère spirituel et croyant, il ne s'identifie à aucune religion, affirmant ne pas vouloir « choisir un livre ».

## Influences et style musical

### Influences
L’artiste se dit influencé aussi bien par Michael Jackson, Woodkid, Tupac, ou encore Kendrick Lamar, et embrasse ses différences et sa créativité. En effet, Tuerie revendique un style hybride, influencé autant par le rap américain que par la chanson française et le rock. Il cite notamment Eminem pour la technique d’écriture et l’introspection, mais aussi des artistes comme Jacques Brel, Charles Aznavour, Claude Nougaro ou encore Nina Simone pour leur intensité émotionnelle et la puissance de leurs interprétations.
Il se dit aussi influencé par son pays natal, le Cameroun : « C’est le pays avec le plus de dialectes différents, ça chante à tous les coins de rue, tout le monde y parle un français extrêmement éloquent. Ce truc du battle rap, c’est totalement naturel au pays, ce n’est que de la répartie ».

### Style
Son style musical repose sur des influences éclectiques alliant rap, soul, chanson française, rock alternatif et gospel. Ses morceaux alternent entre phases rappées et chantés, avec une forte présence de chœurs inspirés des chants religieux et des teintes de blues— d'où le terme qu’il emploie lui-même de "bleu gospel" pour qualifier sa musique.

## Discographie

### Singles
- 2014 : Believe Me
- 2017 : Golden State - feat. Luidji
- 2019 : Angèle (Freestyle)
- 2019 : Adèle (Freestyle)
- 2019 : Jorja (Freestyle)
- 2019 : Aaliyah (Freestyle)
- 2020 : Low
- 2020 : Silence
- 2021 : Tiroir Bleu
- 2025 : FLOP - A COLORS SHOW
- 2025 : Lundi

### Apparitions
- 2009 : Absynthe - feat. Luidji (sur Freshness)
- 2011 : Cypher Part. V - feat. S-Pi, Luidji, Kostan et Meelf (sur la KingPark Mixtape)
- 2012 : Suprématie - feat. Luidji (sur Station 999)
- 2015 : $ - feat. Beeby (sur Le $aigneur)
- 2022 : Mes névroses - feat. Coehlo (sur Un jour de moins)
- 2022 : Jäde - produit par Pbl et Har2Nok (sur Teahupoo du média rap 1863)
- 2022 : Grammy - feat. JeanJass (sur Doudoune en été * 2022 : Mes névroses avec Coehlo sur l'EP Un jour de moins)
- 2022 : Rawlife - feat. Beeby (sur Gaïa)
- 2022 : Manger - feat. YPN et Deen Burbigo (sur Le peuple * 2022 : Rawlife avec Beeby sur l'EP Gaïa)
- 2023 : Sunset - feat. Beeby (sur L'Heure Bleue de Pbl)
- 2023 : INFINI - feat. Dajak (sur Les larmes du soleil)
- 2023 : Ying Yang - feat. HoussBad (sur Gate 67)
- 2023 : Joueur 1 - feat. Luidji (sur Saison 00)
- 2023 : Chaud l’hiver - feat. Eesah Yasuke (sur Prophétie)
- 2023 : Quand je serai grand - feat. Yaïr (sur l'amour c'est comme le feu)
- 2023 : New Slave + - feat. Jewel Usain (sur Où les garçons grandissent)
- 2023 : Enfants Du Sacrifice - feat. Nayra (sur Riah)
- 2023 : Strass avec Limsa d'Aulnay sur la compilation Miel de Raplume
- 2024 : Conséquences - feat. Ocevne
- 2024 : Idoles - feat. BRÖ (sur musique POUR LA FÊTE)
- 2024 : Mauvais garçons - feat. KronoMuzik (sur BANGR)
- 2024 : Mugshot - feat. Slkrack (sur Jeune, Black & Qu’en a rien à Branler)
- 2024 : Plus jamais fauché - feat. Ratu$ (sur Les miens avant les vôtres)
- 2024 : Ligne 9 feat. Danyl
- 2024 : Kurt - feat. thaHomey, HoussBad & KronoMuzik (pour Légendes Industries)
- 2025 : Plus Rien - feat. Gen (sur Barefoot)
- 2025 : Dis-moi - feat. Oxmo Puccino (sur Lafiya Sessions)
- 2025 : Vendredi - feat. Mee Shel (sur Le temps qui passe)
- 2025 : Lifestyle - feat. High Klassified (sur Ravaru)
- 2025 : Souviens-toi - feat. Jazzy Bazz (sur Nirvana)